# Esben Toft Jacobsen
Esben Toft Jacobsen (né en 1977 à Copenhague au Danemark) est un réalisateur et scénariste danois de films d'animation.

## Biographie
Esben Toft Jacobsen naît le 25 mai 1977 dans la municipalité de Gentofte à Copenhague, au Danemark. Il commence par travailler comme illustrateur et animateur pour des jeux vidéo en ligne. Il étudie ensuite à l'école danoise du design, puis il change d'orientation en 2002 et entre à l'École du film du Danemark, dont il obtient son diplôme de réalisateur d'animation en 2006,,. Son court métrage de fin d'études, Drengen i Kufferten (en anglais Having a Brother, Avoir un frère), qui met en scène un hérisson nommé Morten, est présenté par la section Génération à la Berlinale 2007, où il reçoit une mention spéciale. Esben Toft Jacobsen est alors engagé par le studio de production Copenhaguen Bombay (créé en 2006), où il devient directeur de l'animation. Il réalise son premier long métrage d'animation, L'Ours Montagne, en 2011 : l'histoire d'un jeune garçon qui s'aventure dans une forêt inquiétante et extraordinaire peuplée d'animaux étranges, dont le plus impressionnant n'est autre qu'un ours grand comme une montagne, si grand que des arbres lui poussent sur le dos. En 2014, Esben Toft Jacobsen réalise un deuxième long métrage, À la poursuite du Roi Plumes, l'histoire d'un lapereau qui s'aventure dans le royaume des morts, au-delà de l'océan, en quête de sa mère disparue.

## Filmographie
- 2006 : Drengen i kufferten (court métrage) : réalisation, scénario
- 2008 : Carsten & Gittes filmballade (court métrage) : co-scénariste
- 2011 : L'Ours Montagne (Den kæmpestore bjørn) : réalisation, scénario
- 2014 : À la poursuite du Roi Plumes (Resan till Fjäderkungens Rike) : réalisation, scénario